# Conus bonfigliolii
Espèce
Conus bonfigliolii est une espèce de mollusques gastéropodes marins de la famille des Conidae.
Comme toutes les espèces du genre Conus, ces escargots sont prédateurs et venimeux. Ils sont capables de « piquer » les humains et doivent donc être manipulés avec précaution, voire pas du tout.

## Description
La taille de la coquille varie entre 17 mm et 27 mm.

## Distribution
Cette espèce est présente dans l'océan Indien, au large du sud de Madagascar.

## Taxonomie

### Publication originale
L'espèce Conus bonfigliolii a été décrite pour la première fois en 2010 par le malacologiste italien Luigi Bozzetti (d) (1948-) dans la publication intitulée « Malacologia Mostra Mondiale »,.

### Synonymes
- Conus (Malagasyconus) bonfigliolii (Bozzetti, 2010) · appellation alternative
- Conus (Plicaustraconus) bonfigliolii (Bozzetti, 2010) · non accepté
- Endemoconus bonfigliolii Bozzetti, 2010 · non accepté (combinaison originale)
- Malagasyconus bonfigliolii (Bozzetti, 2010) · non accepté
- Plicaustraconus bonfigliolii (Bozzetti, 2010) · non accepté

## Identifiants taxonomiques
Chaque taxon catalogué par les bases de données biologiques et taxonomiques possède un identifiant qui permet d'établir un point de référence. Les identifiants de Conus bonfigliolii dans les principales bases sont les suivants :
CoL : XX2F - TAXREF : 166050 - 